# Mary E. Clarke
Mary Elizabeth Clarke (3 de diciembre de 1924-10 de junio de 2011) fue una agente oficial del ejército de Estados Unidos, donde era jefa del departamento del Cuerpo militar de mujeres. Mary se convirtió en mayor general del ejército, siendo la primera mujer en conseguir esta posición. Sirvió en el ejército durante 36 años, que ha sido el mayor tiempo que una mujer ha servido en el ejército de Estados Unidos. En 1978 la Universidad Norwich le otorgó un doctorado honorario en ciencia militar. Se retiró en 1981 y formó parte del Comité Asesora de Defensa de la Mujer en las Fuerzas Armadas.

## Vida privada y escolarización
Clarke nació el 3 de diciembre de 1924, En Rochester, Nueva York. Era alumna del colegio Rochester Inmaculate Conception y del instituto Rochester West. Cuando tenía veinte años, le pusieron el apodo de “Betty”.

## Vida laboral
Su primer trabajo fue de secretaria y más tarde como defensora. Cuando tenía 21 años se inscribió en el Fort Des Moines, en Iowa, en el Cuerpo de Mujeres del Ejército en agosto de 1945, antes de que la Segunda Guerra Mundial terminara. Pensaba que ella sería la única que serviría hasta que la guerra terminara. Ella fue comisionada/enviada en el Curso de Candidatos oficiales del Cuerpo de Mujeres del Ejército y un comandante del regimiento masculino pensó que era inconcebible que ella pudiera incluso pasar el entrenamiento básico. Consiguió superar el entrenamiento básico y decidió quedarse en el ejército. Sirvió en la tasa de alistado por años adicionales. Realizó su formación en la Escuela de formación de oficiales del ejército provisional de Fort Des Moines en Iowa.
Fue asignada, tras competir, como sargento suplente en el Campamento Hombre de Piedra, California. En 1948 fue enviada a Berlín, Alemania, donde estuvo con la brigada de Berlín en mitad del inicio del puente aéreo de Berlín.
Las siguientes tareas que se le asignaron fueron en el Centro químico del ejército de Estados Unidos y el Hospital General de Valley Forge. También realizó durante un año el deber de recrutamiento. Atendió el Cuerpo de Mujeres a la escuela de candidatos oficiales del Cuerpo de Mujeres en el campamento Lee y después en septiembre de 1949 se convirtió en oficial comisionada del Cuerpo de Mujeres como segunda teniente. Más tarde fue a Tokio para convertirse en comandante odicial en la unidad del Cuerpo de Mujeres y se quedó allí durante dos años hasta que se fue a Estados Unidos. Obtuvo posiciones en Texas, Alabama, Maryland, California y Washington D.C desde 1958 hasta 1971.
Se le dieron deberes en la Oficina de Igualdad de Oportunidades y subjefe de Gabinete de personal en Washington D.C y realizó de consultora en la preparación de libros históricos del Cuerpo de Mujeres. Llegó a conseguir el puesto de coronel en 1972 y se convirtió en la comandante del centro del Cuerpo de Mujeres y la escuela en Fort McClellan. Se convirtió en directora de la oficina de asesoramiento del Cuerpo de Mujeres en 1974. En 1975 fue ascendida a general de la brigada y líder del Cuerpo de Mujeres. Tuvo un entrenamiento especial en la academia militar preparatoria de Estados Unidos en 1976 para que las mujeres califiquen para atender academias militares, ya que estaba permitido para las mujeres atender estas academias las cuales surgieron a través de una directiva federal del presidente General Ford.
Clarke estuvo en el Cuerpo de Mujeres desde 1975 hasta 1978 como última ejecutiva, ya que fue disuelta al final de su administración. Tras su asignación, el rango general fue de dos estrellas y fue ascendido a mayor general en noviembre de 1978. Inmediatamente se convirtió en comandante de Escuela y Centro de Entrenamiento de la Policía Militar del Ejército de los Estados Unidos. Durante su mandato, en 1979 supervisó el regreso de la Escuela de Química del Ejército de los Estados Unidos desde Aberdeen Proving Ground cerca de Edgewood, Maryland a su antiguo hogar en Fort McClellan en la ciudad de Anniston, Alabama. Ahora con tres misiones principales, una Brigada de Entrenamiento Básico, la Escuela de Policía Militar del Ejército y la Escuela Química del Ejército, se convirtió en comandante de la Policía Militar del Ejército de los Estados Unidos y las Escuelas Químicas, Centro de Entrenamiento, Fort McClellan, Alabama. Era la primera vez que una mujer comandaba una instalación militar importante. Clarke fue la primera mujer en alcanzar la clase de mayor general en el ejército de los Estados Unidos en 1978. En 1980 fue la primera mujer en completar 35 años de servicio militar activo continuo en los Estados Unidos. Sirvió en el ejército durante un total de treinta y seis años y se retiró en 1981. Este es el servicio más largo jamás servido por una mujer.

## Últimos años y muerte
En 1980, Clarke era la encargada de recursos humanos en el Gabinete Adjunto en Washington D. C. y se mantuvo en este puesto hasta que se retiró en el año 1981. En 1984 fue nombrada por la Secretaria de Defensa como Asesora de Defensa de la Mujer en las Fuerzas Armadas. Fue ascendida a vicepresidenta en 1986. En 1989 se convirtió en miembro, y posteriormente en presidenta, del Comité Asesor de Mujeres Veteranas. En 1992, fue miembro de la Comisión Presidencial para la Asignación de la Mujer en las Fuerzas Armadas. Clarke murió el 10 de junio de 2011 en San Antonio, Texas, y fue enterrada en el cementerio de Fort Sam Houston National Cemetery en Bexar Counry, Texas.